# Ritchie Boys

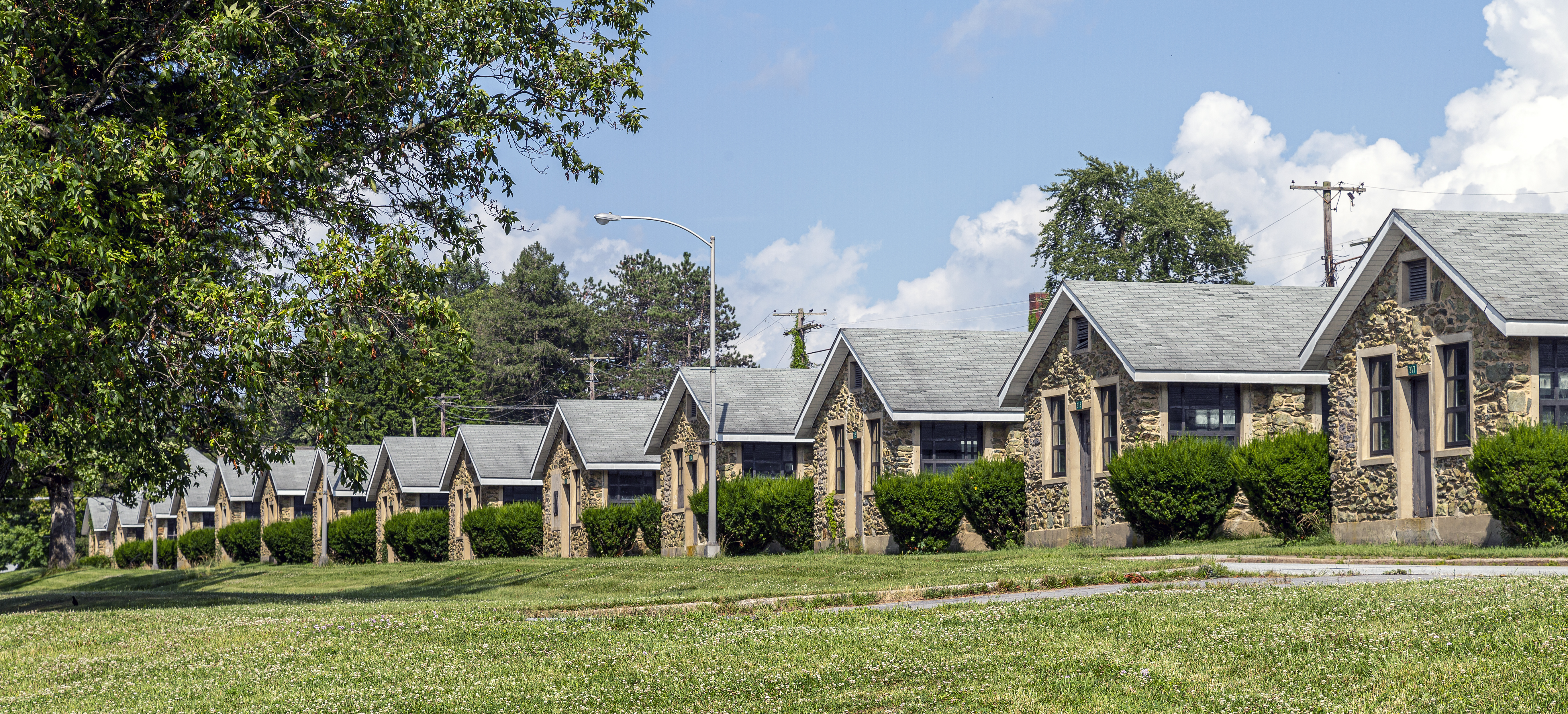
Camp Ritchie

Ritchie Boys (ang. chłopcy z Ritchie) – grupa około 10 tysięcy młodych Niemców (głównie żydowskiego pochodzenia), którzy wstąpili do Armii USA w czasie II wojny światowej i byli wyszkoleni w obozie szkoleniowym wywiadu wojskowego Camp Ritchie w Marylandzie, w Stanach Zjednoczonych.
Wrócili na kontynent europejski podczas lądowania w Normandii. Wkrótce po wylądowaniu opuścili swoje oddziały w celu wykonywania wyznaczonych działań specjalnych: wywiadu oraz dezinformacji i demoralizacji nieprzyjaciela.
Wielu pracowało jako tłumacze, np. przesłuchując jeńców. Po wojnie niektórzy pracowali jako tłumacze podczas procesów norymberskich.